# Milford Sound
Milford Sound (Maori: Piopiotahi) in Fiordland National Park op het Zuidereiland van Nieuw-Zeeland is de bekendste fjord van Fjordland. Het is vernoemd naar Milford Haven in Wales, en de Cleddau-rivier die door Milford Sound stroomt is vernoemd naar zijn Welshe naamgenoot. De Maori-naam voor Milford Sound is Piopiotahi.

## Fjord
De fjord is ongeveer 16 km lang tot aan open zee en 100 tot 450 meter diep. Zeer typerend zijn de hoge en zeer steile rotsen rondom de fjord. Deze rotsen zijn ongeveer 1200 meter hoog.
Er zijn verschillende toeristische attracties, zoals cruises op de fjord en het onderwaterobservatorium. Er bevinden zich ook zeeleeuwen en andere dieren in de fjorden. Het hoogste punt van het fjord is de Mitre Peak met een hoogte van 1692 meter.
Toeristen weten de plaats te bereiken via organisaties die vertrekken vanuit Queenstown, Invercargill of het op 118 kilometer afstand gelegen Te Anau. Milford Sound is ook het eindpunt van een van de mooiste wandelroutes ter wereld: de Milford Track.

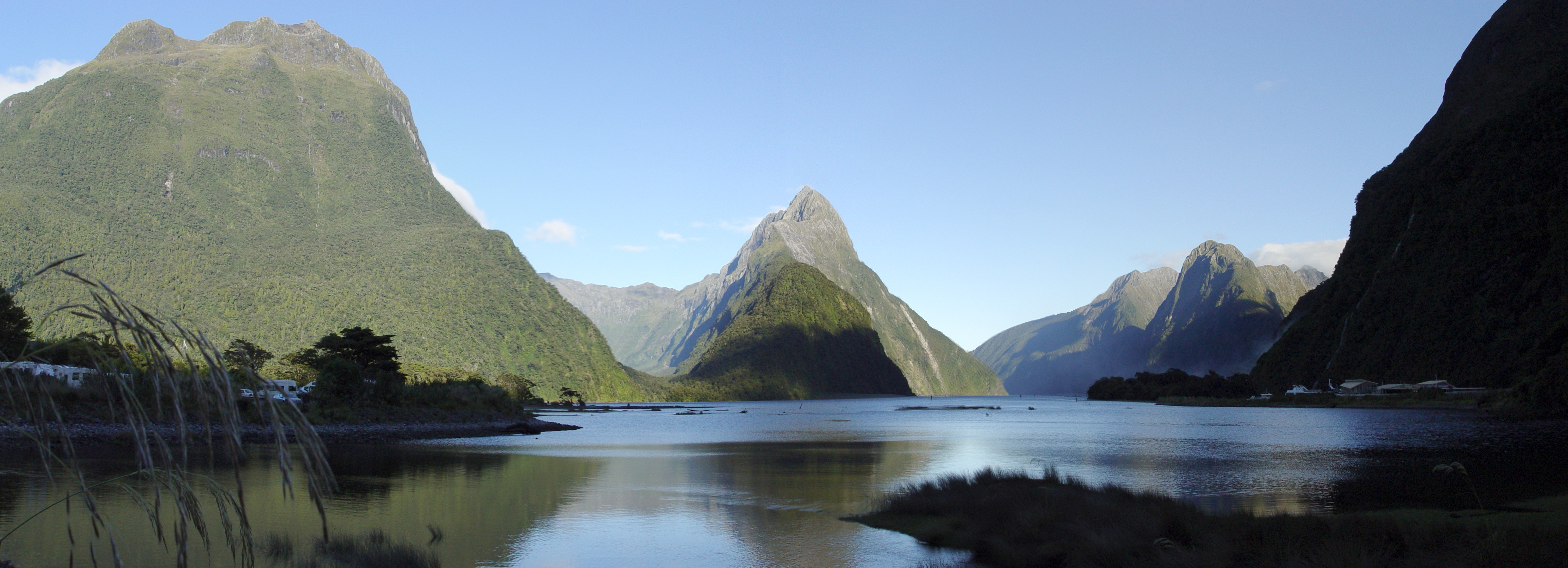
Panorama van Milford met Mitre Peak in het midden.

## Klimaat
In Milford Sound valt gemiddeld 6813 mm neerslag gedurende 182 dagen per jaar. Het is daarmee de natste plaats van Nieuw-Zeeland.